# Casa Museo de Azim Azimzade
La casa-museo de Azim Azimzade (en idioma azerí: Əzim Əzimzadənin ev-muzeyi) es un museo conmemorativo dedicado al artista y caricaturista azerbaiyano, artista popular de la República Socialista Soviética de Azerbaiyán. Se encuentra en Bakú, la capital de Azerbaiyán. En el museo se exponen los objetos personales de Azim Azimzade (1880-1943), incluyendo documentos, fotografías y obras de arte.

## Historia
El museo fue inaugurado en 1968, después de un acuerdo del Consejo de Ministros del 14 de junio de 1965, en un pequeño apartamento donde el artista vivió la mayor parte de su vida, sin embargo, la estructura envejecida fue finalmente inadecuada para este propósito. A este respecto, el Ministerio de Cultura de Azerbaiyán ordenó la construcción de la renovación del nuevo museo en 2019.

### Azim Azimzade
Azimzade nació el 7 de mayo de 1880 en la aldea de Novxanı, en la gobernación de Bakú del Imperio ruso, que ahora es Azerbaiyán. Si bien Azimzade no recibió educación artística y fue autodidacta, en 1906 comenzó a publicar pinturas sobre temas sociales y políticos en revistas que representaban el comienzo del arte gráfico satírico azerbaiyano. Su desarrollo de caricaturas está estrechamente relacionado con la revista satírica Molla Nasraddin, fundada bajo las ideas de la primera Revolución rusa en 1905 y posteriormente revivida después de la Revolución rusa en 1917.

## Exposición
En el museo se conservan más de 2.000 piezas relacionadas con la obra del artista. La exposición de la casa-museo de Azim Azimzade consta de 6 salas, en las que se exponen 4 tipos de obras del artista:
- Dibujos animados
- Retratos
- Ornamentos
- Paisajes

## Galería: muestra de algunas obras de Azimzade

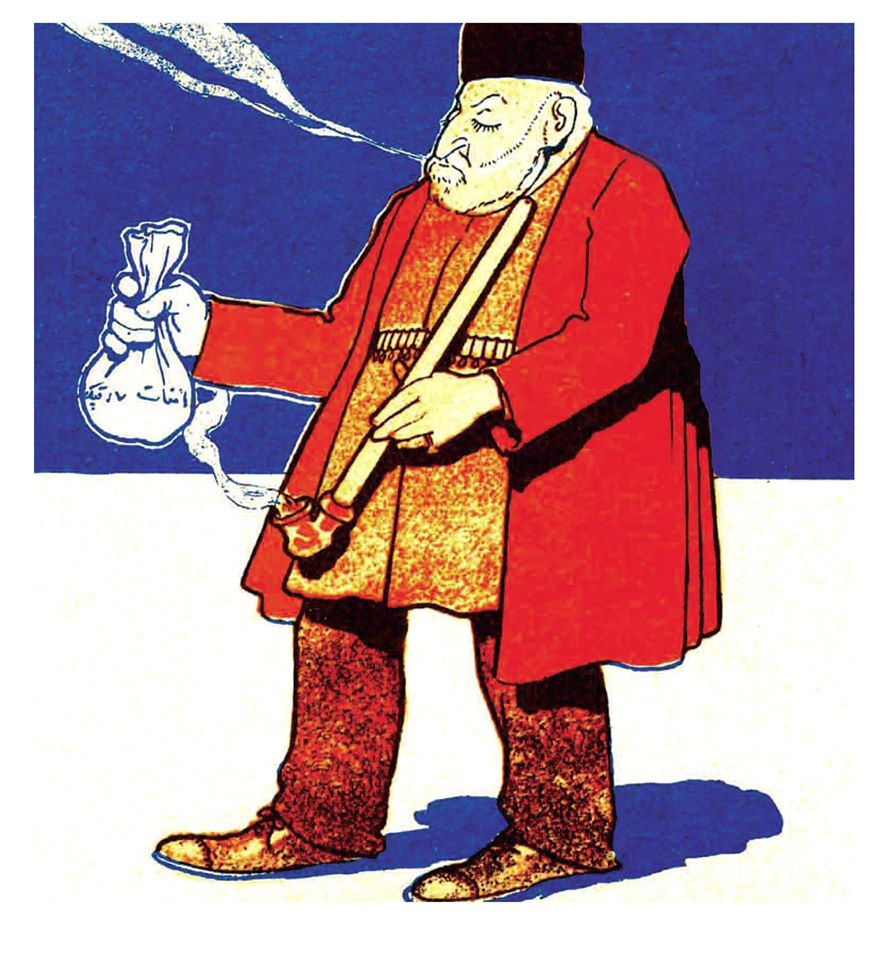
Primera caricatura realizada por Azimzade para la revista satírica Molla Nasreddin. 1906
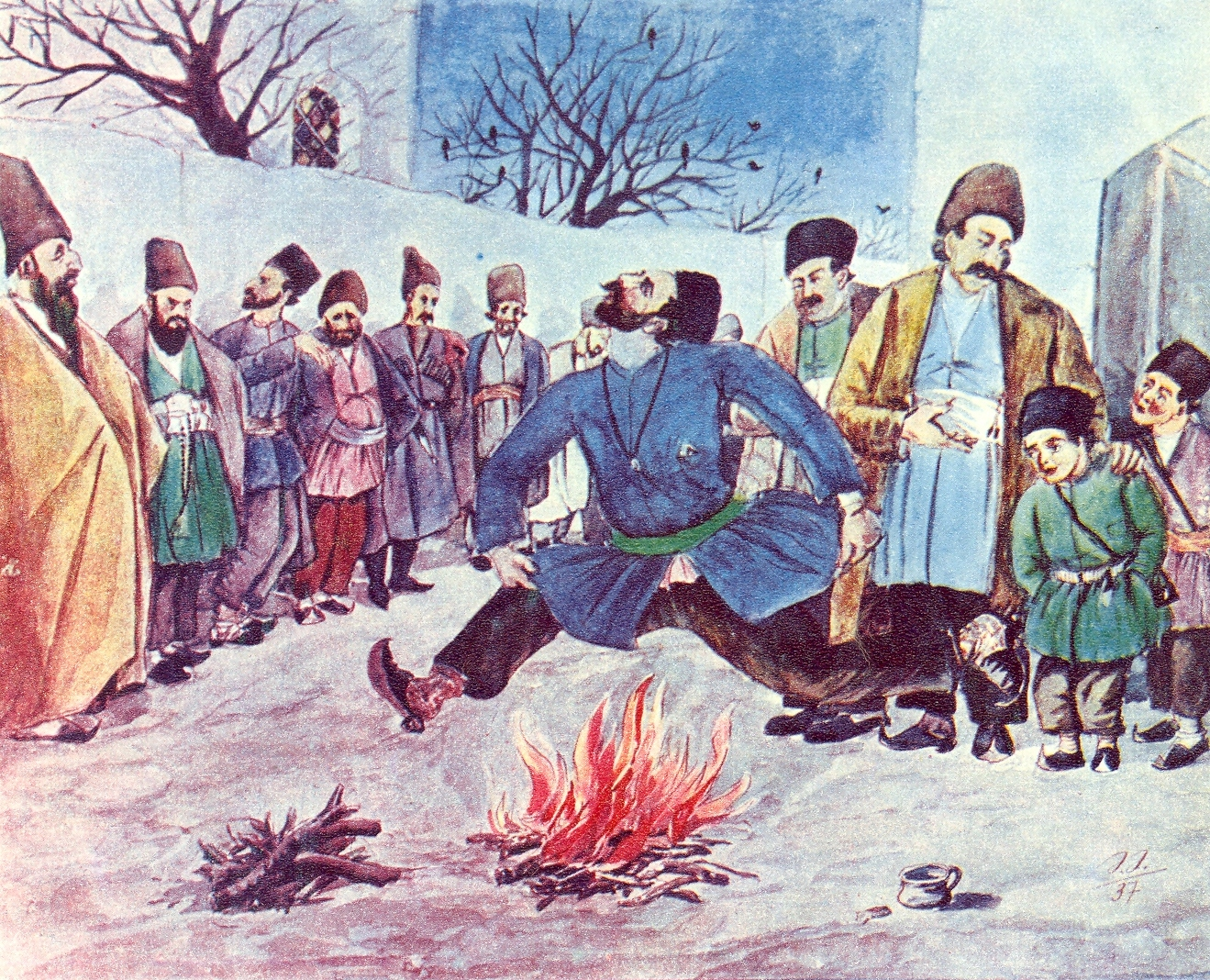
Salto sobre la fogata. 1937
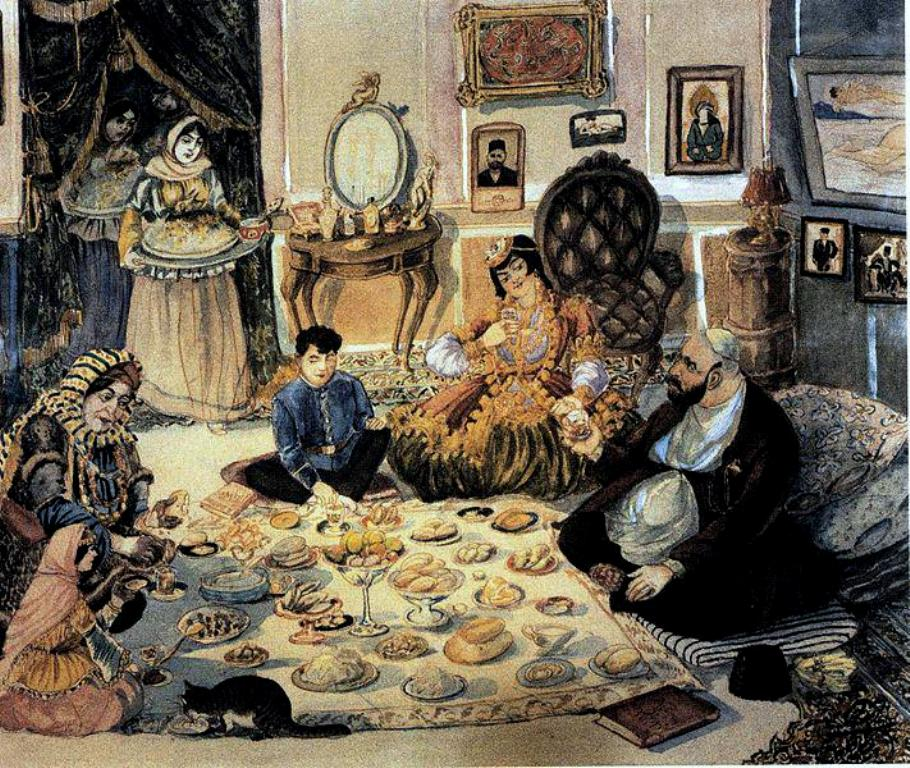
Ramadan de los ricos. 1932
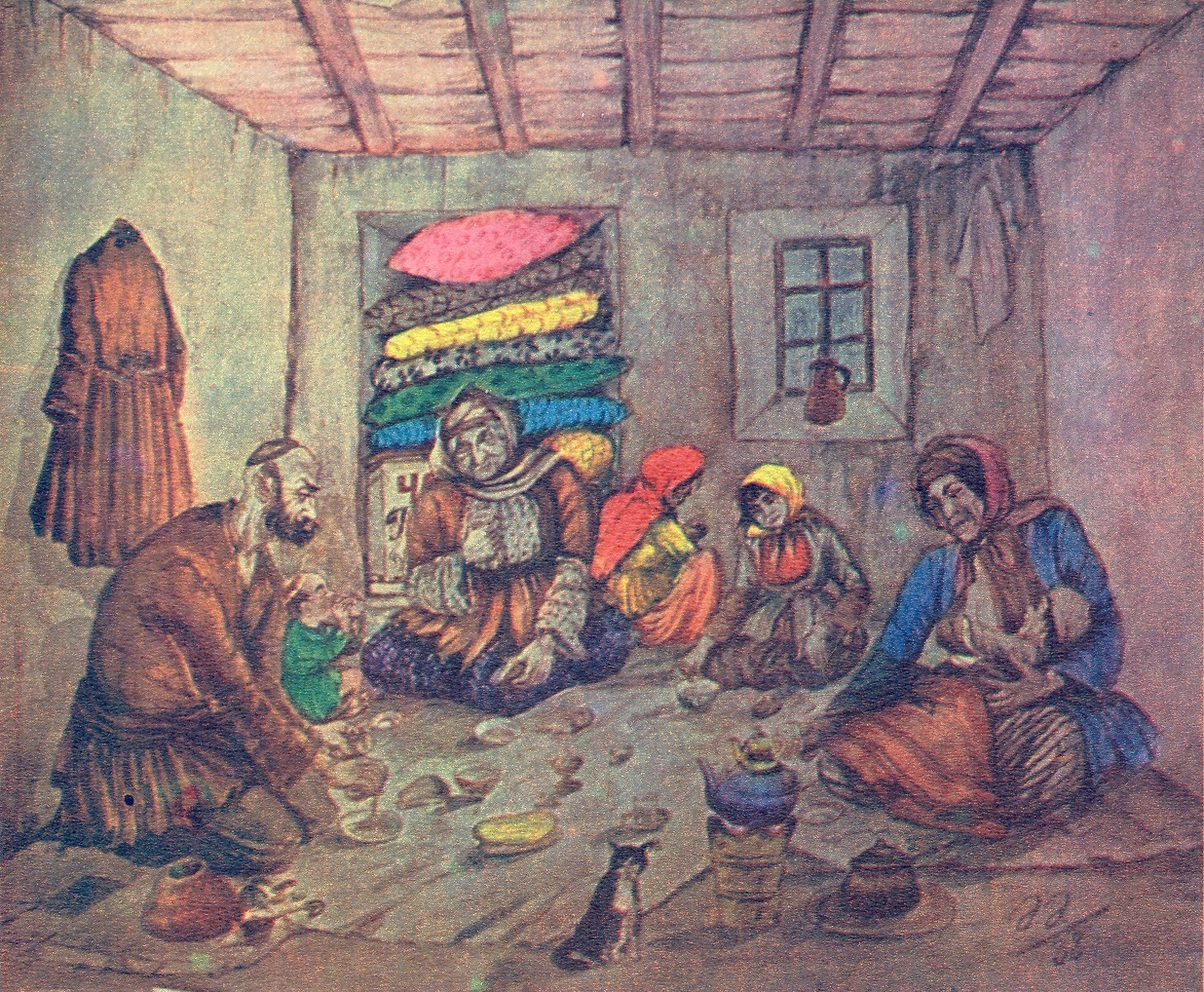
Ramadan de los pobres. 1938